# 武力紛争の際の文化財の保護に関する条約

「特別保護」の対象となる文化遺産には3個の標章が付される

武力紛争の際の文化財の保護に関する条約（ぶりょくふんそうのさいのぶんかざいのほごにかんするじょうやく、Convention for the Protection of Cultural Property in the Event of Armed Conflict）は、戦争などの武力紛争の際に文化遺産を保護するための措置を定めた条約である。1954年ハーグ条約とも表記される。

## 概要
第二次世界大戦では、武力による文化遺産の破壊行為のみならず、占領国が被占領国の文化遺産を強制的に買い取るという事実上の組織的略奪が行われた。文化遺産の略奪禁止は1907年に作成されたハーグ陸戦条約でも規定されていたが不十分であった。こうした反省に基づき、国際連合教育科学文化機関（ユネスコ）の主導のもとで「武力紛争の際の文化財の保護に関する条約」が作成された。
条約は1954年5月14日にオランダのハーグで採択され、1956年に発効した。同時に「武力紛争の際の文化財保護議定書」（第一議定書）が作成された。1999年には規定が見直されて「武力紛争の際の文化財保護第二議定書」（第二議定書）が作成され、2004年に発効した。2017年10月時点で条約の締約国は129か国である。2017年9月12日にイギリスが批准をし、安全保障理事会常任理事国5カ国すべてが批准をしたこととなった。
日本は1954年に条約に署名したが、保護の対象となる文化遺産と軍事目標となる施設との間に距離を置かねばならないという規定により京都や奈良の文化遺産が条約による保護（この枠組みは「特別保護制度」と呼ばれる）の対象とならない可能性があったこと、また平和憲法の下で武力紛争を前提とした条約への加盟が途惑われた等の理由により、長らく未批准にとどまっていた。しかし第二議定書において距離制限が撤廃された「強化された保護」と呼称される制度が導入されたこと等の理由により、2007年5月に国会で承認され、同年9月に批准書を寄託し117番目の締約国となった。批准に伴い、国内法として武力紛争の際の文化財の保護に関する法律が制定された。

## 第一議定書
この条約はハーグ陸戦条約の流れを汲むものであるが、「利益保護国」の制度を採り入れるなど1949年のジュネーヴ諸条約の影響も受けている。
1956年に発効した第一議定書では、締約国に対して、平時に文化遺産保護のための適当な措置を取ること、武力紛争の際には文化遺産を尊重すること等を義務付けている。
保護の対象としては、建築物、考古遺跡、芸術品などの文化遺産に加えて、美術館や図書館などの保管施設も保護の対象に加えられている。なお「文化財」の中には宗教的な礼拝の対象（寺院・教会・神殿など）も含まれる。
条約ではさらに、特に重要な文化遺産については国際的な管理下に置く制度を定めている。文化遺産の管理を担当する「文化財管理監」は締約国とその敵国の利益を代表する「利益保護国」の合意で選ばれ、文化遺産の識別のための特殊標章を付するなどの活動を行うことになる。

## 第二議定書
1990年代には、武力紛争の主要な原因が民族紛争や宗教対立へと変化したことに伴い、文化遺産は敵対する民族の象徴として、より積極的に攻撃目標とされるようになった。
ユーゴスラビア紛争では、世界遺産の暫定リストに登録されていたクロアチアのドゥブロヴニク旧市街やボスニア・ヘルツェゴビナのモスクなどの文化遺産が破壊される行為も起きた。
こうした国際情勢を背景に、ユネスコでも武力紛争時の文化遺産の破壊防止の取り組みが積極的に考察され、条約の再検討の機運が高まった。
こうして第二議定書が1999年に作成され、2004年に発効した。第二議定書は、締約国間の武力紛争時のみならず平時および非国際的武力紛争にも適用される。また、強化保護、刑事責任と管轄権、国際援助の枠組み等に関しても規定された。